# Osteophloeum platyspermum
Osteophloeum platyspermum es una planta Magnoliopsida, la única especie del género monotípico Osteophloeum . Es una planta perteneciente a la familia  de las  Myristicaceae. 

## Descripción
Se caracteriza por tener 12-14 anteras. Arilo entero. Pelos de las ramas jóvenes pluriramificados.

## Taxonomía
Osteophloeum platyspermum fue descrita por (Spruce ex A.DC.) Warb.   y publicado en Nova Acta Academiae Caesareae Leopoldino-Carolinae Germanicae Naturae Curiosorum 68: 162–163. 1897.
Sinonimia
- Iryanthera krukovii A.C.Sm.
- Myristica platysperma Spruce ex A.DC.
- Osteophloeum sulcatum Little
- Palala platysperma (Spruce ex A.DC.) Kuntze	[2]